# 데이나 볼머
데이나 휘트니 볼머(Dana Whitney Vollmer, 1987년 11월 13일 ~ )는 미국의 수영 선수이자, 올림픽 4관왕이면서 세계 기록 보유자이다.
자유형과 접영을 전문적으로 활약한 볼머는 올림픽, 세계 선수권, 팬아메리칸 게임, 팬퍼시픽 선수권 등을 포함한 주요 국제 대회에서 19개의 금메달, 8개의 은메달, 5개의 동메달을 포함한 총 32개의 메달을 획득하였다.

## 생애
뉴욕주 시러큐스에서 태어나 텍사스주 그랜버리에 있는 댈러스-포트 워스 메트로플렉스에서 자라온 볼머는 소녀로서 포트 워스 지역 수영 팀에서 코치 론 포레스트를 위하여 활약하였다.
플로리다 대학교에 입학하여 전미 대학 경기 협회에서 플로리다 게이터스 수영·다이빙 팀을 위해 활약한 볼머는 후에 캘리포니아 대학교 버클리로 옮겨 자신의 전미 대학 경기 협회 수영 경력을 마쳤다.

## 수영 경력

### 초기 경력
12세의 나이로 볼머는 2000년 올림픽 선발 시합에 나가는 데 최연소 수영 선수였으나 올림픽 팀에 나가는 데 합격하지 못하였다. 이듬해 굿윌 게임에서 최연소 선수이기도 하였다.

### 2004년 하계 올림픽
2004년 아테네 올림픽에서 볼머는 내털리 코글린, 칼리 파이퍼, 케이틀린 샌더노와 함께 800m 자유형 계주에서 금메달을 따냈다. 추가로 미국 팀은 7분 53.42초를 세워 17년 동안 보유된 이전 세계 기록을 깼다.

### 2005년 ~ 2008년
2007년 세계 수상 선수권 대회에서 볼머는 800m 자유형 계주를 우승하고 400m 자유형 계주와 혼계영에서 2위를 하기도 하였다.
그녀는 2008년 미국 올림픽 선발 시합에서 200m 자유형 7위(1분 58.67초), 100m 접영 5위(58.64초), 100m 자유형 9위(54.83초)를 하면서 베이징 올림픽 진출에 실패하였다.

### 2009년 ~ 2011년
2009년 2월 25일 볼머는 1분 41.53초와 자신의 첫 개인적 미국 기록을 세워 내털리 코글린의 200 야드 자유형 기록을 깼다.
로마에서 열린 세계 수상 선수권 대회에서 볼머는 2개의 메달(은 1, 동 1)을 땄다. 200m 자유형 준결승전에서 그녀는 1분 55.29초의 미국 기록을 세웠다. 결승전에서 3위를 하였고 그녀의 미국 기록은 앨리슨 슈미트에 의하여 깨졌다. 800m 자유형 계주에서 그녀는 1분 55.29초와 함께 선두 주자로 헤엄쳤다. 미국 팀은 7분 42.56초와 함께 중화인민공화국 팀에 밀려 2위를 하였다.
2011년 상하이에서 열린 세계 수상 선수권 대회에서 볼머는 3개의 메달(금 2, 은 1)을 땄다. 자신의 첫 종목 400m 자유형 계주에서 내털리 코글린, 제시카 하디, 미시 프랭클린과 함께 은메달을 땄다. 100m 접영 준결승전에서 56.47초의 국내 기록을 세운 후, 결승전에서 56.87초와 함께 금메달을 획득하였다. 400m 혼계영에서 내털리 코글린, 리베카 소니, 미시 프랭클린과 함께 팀을 이루어 3분 52.36초를 세워 2위로 들어온 중화인민공화국 팀에 3초를 능가하면서 금메달을 땄다. 볼머는 55.74초의 기록을 세웠다.

### 2012년 하계 올림픽
2012년 미국 올림픽 선발 시합에서 볼머는 100m 접영 1위와 200m 자유형 3위를 하면서 두번째로 올림픽 팀에 나가는 데 합격하였다. 100m 접영 결승전에서 56.50초를 세워 우승한 볼머는 준결승전에서 56.42초와 함께 자신의 미국 기록 56.47초를 깼다. 100m 자유형에도 나갔으나 400m 자유형 계주에서 7위를 하면서 자신의 지위를 놓쳤다.
런던 올림픽에서 자신의 100m 접영 선발 예선에서 56.25초와 함께 자신의 국내 기록을 깨고 올림픽 기록을 세웠다. 결승전에서 55.98초의 세계 신기록을 세워 금메달을 획득하였다. 800m 자유형 계주에도 나간 볼머는 두번째 주자로서 1분 56.02초로 헤엄쳤고 미국 팀은 7분 42.94초와 함께 우승을 차지하였다. 자신의 마지막 종목 400m 혼계영에서 프랭클린,소니, 슈미트와 함께 또 하나의 금메달을 땄다. 접영 주자로 헤엄치면서 볼머는 55.48초를 기록하였고 미국 팀은 3분 52.05초의 세계 신기록을 세워 3년 전 중화인민공화국 팀이 세운 3분 52.19초의 이전 기록을 능가하였다.

### 2016년 하계 올림픽
2016년 미국 올림픽 선발 시합에서 볼머는 100m 접영에서 2위를 하면서 3번째로 미국 올림픽 팀을 위하여 합격을 하였다. 그 경주의 결승전에서 그녀는 57.21초로 헤엄쳐 켈시 워렐의 뒤로 왔다. 볼머는 또한 100m 자유형에서 6위를 하면서 400m 자유형 계주를 위하여 합격하였다.
리우데자네이루 올림픽에서 그녀는 100m 접영에서 56.63초와 함께 동메달을 땄다. 볼머는 같은 밤에 400m 자유형 계주에도 나가 53.18초와 함께 3번째 주자로서 헤엄을 쳤다. 그녀와 시몬 매뉴얼, 애비 와이차일, 케이티 러데키로 이루어진 미국 팀은 3분 31.89초와 함께 은메달을 땄다.
400m 혼계영에도 나간 볼머는 매뉴얼과 캐슬린 베이커, 릴리 킹과 팀을 이루어 금메달 획득에 성공하였다.

## 같이 보기
- 올림픽 다관왕 목록
- 올림픽 수영 여자 메달리스트 목록
- 수영 세계 기록 목록
- 수영 접영 100m 세계 기록 추이
- 수영 혼계영 400m 세계 기록 추이
- 수영 계영 800m 세계 기록 추이